# Mihanići
Mihanići falu Horvátországban, Dubrovnik-Neretva megyében. Közigazgatásilag Konavle községhez tartozik.

## Fekvése
A Dubrovnik városától légvonalban 21, közúton 26 km-re délkeletre, községközpontjától légvonalban 9, közúton 12 km-re keletre, a konavlei mező északi peremén, Drvenik és Pridvorje között fekszik. Felette magasodik a Sniježnica-hegység legmagasabb csúcsa az 1234 méteres Sveti Ilije.

## Története
Mihanići területe már az ókorban lakott hely volt. Első ismert lakói az illírek voltak, akik magaslatokon épített erődített településeken éltek és kőből rakott halomsírokba temetkeztek. Halomsírjaik maradványai megtalálhatók a település határában többek között a Vratnica, Nosanovići, Vasiljeva, Kraljeva, Podkriž nevű helyeken. A rómaiak az i. e. 2. században győzték le az illíreket és Epidaurum központtal e területet is a birodalomhoz csatolták. A római hatalmat a népvándorlás vihara rengette meg. A Nyugatrómai Birodalom bukása után a keleti gótok özönlötték el a térséget, őket 537-től 1205-ig kisebb megszakításokkal a bizánciak követték. A 7. században avarok és a kíséretükben érkezett szlávok, a mai horvátok ősei árasztották el a területet. A várakat lerombolták és az ellenálló lakosságot leöldösték. Így semmisült meg a mindaddig fennálló Epidaurum. A túlélő lakosság előbb az északnyugatra fekvő Župára, majd Raguzába menekült.
A település a középkorban is folyamatosan lakott volt. A mai Szent Mihály templom falai egy 12. vagy 13. századi templom alapjain állnak. Területe középkorban Travunja része volt, mely Dél-Dalmácián kívül magában foglalta a mai Hercegovina keleti részét és Montenegró kis részét is. Travunja sokáig a szerb, a zétai és bosnyák uralkodók függőségébe tartozó terület volt. A Raguzai Köztársaság az 1426. december 31-én kötött szerződéssel szerezte meg területét addigi bosnyák uraitól a Pavlovićoktól. Az 1430 és 1432 között dúlt első konavlei háborúban a török támogatását élvező Radoslav Pavlović megpróbálta visszaszerezni az egyszer már eladott konavlei birtokait a köztársaságtól. A háború a végén a török támogatását is elveszítő Pavlović vereségével végződött és az azt követő béke megerősítette a Bosznia, Hum és a Raguzai Köztársaság közötti korábban kialakult állapotokat.
Mihanići első írásos említése 1549-ból származik. Az 1806-ban a Konavléra rátörő orosz és montenegrói sereg a település házait is kifosztotta, közülük sokat fel is gyújtottak. A köztársaság bukása után 1808-ban Dalmáciával együtt ez a térség is a köztársaságot legyőző franciák uralma alá került, de Napóleon bukása után 1815-ben a berlini kongresszus Dalmáciával együtt a Habsburgoknak ítélte. 1857-ben 176, 1910-ben 249 lakosa volt. 1918-ban az új szerb-horvát-szlovén állam, majd később Jugoszlávia része lett. A délszláv háború idején 1991 októberében a jugoszláv hadsereg, valamint szerb és montenegrói szabadcsapatok foglalták el a települést, melyet kifosztottak és felégettek. A lakosság nagy része a jól védhető Dubrovnikba menekült és csak 1992 októberének végén térhetett vissza. A háború után rögtön megindult az újjáépítés. A településnek 2011-ben 96 lakosa volt. Lakói főként mezőgazdasággal, állattartással foglalkoztak.

## Népesség
| Lakosság változása | Lakosság változása | Lakosság változása | Lakosság változása | Lakosság változása | Lakosság változása | Lakosság változása | Lakosság változása | Lakosság változása | Lakosság változása | Lakosság változása | Lakosság változása | Lakosság változása | Lakosság változása | Lakosság változása | Lakosság változása | Lakosság változása |
| ------------------ | ------------------ | ------------------ | ------------------ | ------------------ | ------------------ | ------------------ | ------------------ | ------------------ | ------------------ | ------------------ | ------------------ | ------------------ | ------------------ | ------------------ | ------------------ | ------------------ |
| 1857               | 1869               | 1880               | 1890               | 1900               | 1910               | 1921               | 1931               | 1948               | 1953               | 1961               | 1971               | 1981               | 1991               | 2001               | 2011               | 2021               |
| 176                | 208                | 179                | 206                | 672                | 249                | 217                | 212                | 212                | 210                | 185                | 150                | 156                | 157                | 106                | 96                 | 109                |

## Nevezetességei
- Mihály arkangyal tiszteletére szentelt temploma, melyről a település a nevét kapta egy 12-13. századi templom alapjaira épült barokk stílusban. A templom körül középkori temető sírkövei találhatók. A templomot a 20. század vége előtt újították fel.
- A Kisboldogasszony kápolna Nosanovići településrészen áll és a 17. századból származik. Eredetileg a Pozzo család itteni udvarházának része volt. 1933-ban és a 20. század végén felújították.
- Ókori halomsírok Vratnica, Nosanovići, Vasiljeva, Kraljeva, Podkriž területén.
- A település búcsúnapja minden év szeptember 29. Szent Mihály ünnepe. E napon fesztivált rendeznek, mely szentmisével kezdődik és vidám zenés mulatsággal fejeződik be.
- A faluból természeti látványosságokban bővelkedő hegyi gyalogösvény vezet a szomszédos Kuna Konavoska településre.